# A Predator's Portrait
A Predator's Portrait è il terzo album in studio della band melodic death metal svedese Soilwork. Quest'album presenta già alcuni segni della prossima evoluzione del sound dei Soilwork, evidenziando dei sound meno "duri" sebbene sempre legati al death metal, e un cantato divenuto più orecchiabile e meno urlato come invece era nei precedenti album.
Infatti in diverse tracce compaiono per la prima volta anche dei pezzi cantati in pulito.
Oltretutto la tastiera riesce a trovare un po' più di spazio dei precedenti album, rimanendo pur sempre relegata ad un compito di semplice background.
Tutte le musiche sono state composte dai Soilwork, mentre i testi sono stati scritti da Bjorn "Speed" Strid, eccetto che nei casi della canzone 2,3,4 e 8 dove hanno contribuito anche altri membri della band.

## Tracce
1. Bastard Chain – 4:02
2. Like The Average Stalker – 4:30
3. Needlefeast – 4:06
4. Neurotica rampage – 4:44
5. The analyst – 4:42
6. Grand failure anthem – 5:20
7. Structure divine – 4:06
8. Shadow child – 4:38
9. Final fatal force – 4:59
10. A predator's portrait – 4:36

### Bonus track
1. Asylum Dance (traccia bonus per il Giappone) – 4:16

## Formazione
- Bjorn "Speed" Strid - voce
- Peter Wichers - chitarra solista e ritmica
- Ola Frenning - chitarra solista e ritmica
- Henry Ranta - batteria
- Carlos Del Olmo Holmberg - tastiere
- Ola Flink - basso

## Collaborazioni
- L'assolo nella traccia Needlefeast è stato eseguito dall'ospite Mattias IA Eklundh
- La seconda voce nella canzone A Predator's Portrait è stata eseguita dall'ospite Mikael Åkerfeldt
- I samples della canzone Grand failure anthem sono stati composti dall'ospite Eskil Simonsson